# Lophaspis
Lophaspis is een geslacht van rechtvleugeligen uit de familie sabelsprinkhanen (Tettigoniidae). De wetenschappelijke naam van dit geslacht is voor het eerst geldig gepubliceerd in 1895 door Redtenbacher.

## Soorten
Het geslacht Lophaspis omvat de volgende soorten:
- Lophaspis hebardi Rehn, 1947
- Lophaspis scabriuscula Brunner von Wattenwyl, 1895